# Gomphandra lancifolia
Gomphandra lancifolia är en järneksväxtart som beskrevs av Merrill. Gomphandra lancifolia ingår i släktet Gomphandra och familjen Stemonuraceae. Inga underarter finns listade i Catalogue of Life.